# Expo 81
De Expo 81 was een wereldtentoonstelling die in 1981 in de Bulgaarse stad Plovdiv werd gehouden. Het is de 21e gespecialiseerde tentoonstelling die door het Bureau International des Expositions